# Жупа дубровачка
Жупа дубровачка је општина у Дубровачко-неретванској жупанији, Република Хрватска.

## Историја
До територијалне реорганизације у Хрватској налазила се у саставу старе општине Дубровник. Седиште општине је у насељу Сребрено.

## Становништво
На попису становништва 2011. године, општина Жупа дубровачка је имала 8.331 становника, од чега у седишту општине Сребреном 428.
| Број становника по пописима | Број становника по пописима | Број становника по пописима | Број становника по пописима | Број становника по пописима | Број становника по пописима | Број становника по пописима | Број становника по пописима | Број становника по пописима | Број становника по пописима | Број становника по пописима | Број становника по пописима | Број становника по пописима | Број становника по пописима | Број становника по пописима | Број становника по пописима |
| --------------------------- | --------------------------- | --------------------------- | --------------------------- | --------------------------- | --------------------------- | --------------------------- | --------------------------- | --------------------------- | --------------------------- | --------------------------- | --------------------------- | --------------------------- | --------------------------- | --------------------------- | --------------------------- |
| 1857.                       | 1869.                       | 1880.                       | 1890.                       | 1900.                       | 1910.                       | 1921.                       | 1931.                       | 1948.                       | 1953.                       | 1961.                       | 1971.                       | 1981.                       | 1991.                       | 2001.                       | 2011                        |
| 2.988                       | 2.646                       | 2.702                       | 2.883                       | 2.914                       | 2.727                       | 2.816                       | 2.660                       | 2.514                       | 2.625                       | 3.255                       | 3.036                       | 1.445                       | 1.663                       | 6.663                       | 8.331                       |

Напомена: Настала из старе општине Дубровник. У 1981. и 1991. део података садржан је у граду Дубровнику.